# Theta Carinae
Désignations
Theta Carinae (θ Car / θ Carinae) est une étoile binaire de la constellation de la Carène. Sa magnitude apparente combinée est de 2,76. C'est l'étoile la plus brillante de l'amas ouvert IC 2602, et elle marque la pointe nord-est de l'astérisme de la Croix de diamant. D'après la mesure de sa parallaxe annuelle par le satellite Hipparcos, le système est situé à environ 460 années-lumière de la Terre. Il s'éloigne du Système solaire à une vitesse radiale héliocentrique de +20 km/s.

## Propriétés
θ Carinae est une étoile binaire spectroscopique à raies simples avec une période orbitale de 2,2 jours, la plus courte connue parmi les étoiles massives en date de 2008. Le télescope spatial TESS a mis en évidence que le système est une étoile à battements de cœur avec une période égale à sa période orbitale et avec une variation de seulement trois millièmes de magnitude. Sa composante visible est une étoile bleu-blanc de la séquence principale de type spectral B0Vp, qui génère son énergie par la fusion de l'hydrogène dans son noyau. La lettre « p » de son suffixe indique la présence de particularités spectrales, qui ont en effet été observées à la fois dans les domaines de longueurs d'onde du visible et de l'infrarouge. Ces particularités sont assez atypiques, l'étoile montrant un enrichissement en azote mais un appauvrissement en carbone.
La courte période orbitale du système suggère qu'il y a eu un transfert de masse entre les deux composantes dans le passé et pourrait possiblement expliquer les particularités spectrales observées. Dès lors, l'étoile primaire est probablement une traînarde bleue, qui est un type inhabituel d'étoile créé par la fusion ou l'interaction entre au moins deux étoiles. La source de ce transfert de masse est probablement le compagnon secondaire, moins massif ; dans ce scénario, l'étoile qui est actuellement la composante primaire était à l'origine la composante la moins massive. L'âge de la paire est estimée à seulement 4 millions d'années et elle apparaît beaucoup plus jeune que l'amas d'IC 2602 en général.
L'étoile primaire est environ quinze fois plus massive que le Soleil et son rayon est 5,1 fois plus grand que le rayon solaire. Sa température de surface est d'environ 31 000 K. Une fois qu'elle atteindra un âge d'environ 11 millions d'années, alors même qu'elle sera toujours sur la séquence principale, l'étoile se sera assez étendue pour commencer elle-même à transférer de la matière vers sa compagne.
On sait peu de choses sur son compagnon. Il s'agit probablement d'une étoile de type F avec une luminosité qui vaut moins de 1 % celle de la primaire.